# Alliance Valdôtaine
Alliance Valdôtaine (AV; pron. fr. AFI: [aljɑ̃s valdotɛn]) è stato un partito politico italiano attivo in Valle d'Aosta.

## Storia
Il partito è stato fondato il 2 aprile 2019 dalla fusione dell'Union Valdôtaine Progressiste (UVP) e di Autonomie Liberté Participation Écologie (ALPE). Il gruppo consigliare del nuovo partito contava sette consiglieri ed elesse come capogruppo l'esponente di ALPE Patrizia Morelli.
Nelle elezioni regionali del 2020 il partito ha ottenuto l'8,9% dei voti, in una lista congiunta con Stella Alpina e Italia Viva. La lista ha ottenuto 4 seggi, di cui due esponenti di AV: l'ex membro dell'UVP Luigi Bertschy e uno l'ex membro dell'ALPE Albert Chatrian. Dopo le elezioni, l'AV è entrata a far parte di un governo di centro-sinistra guidato da Erik Lavévaz dell'Union Valdôtaine e composto, oltre che da UV, da Partito Democratico, Rete Civica, Stella Alpina e MOUV'. Bertschy, esponente di AV, è stato nominato vicepresidente nonché assessore dello Sviluppo economico, della formazione e del lavoro.
Nel giugno 2024 Albert Chatrian, capogruppo di Alliance valdotaine-VdAUnie, ha annunciato che il partito confluirà nell'Union Valdôtaine, formando un nuovo gruppo di 11 consiglieri nella prossima sessione del consiglio regionale della Valle d'Aosta.

## Struttura
- Coordinatori: Corrado Cometto (2019-2020), Albert Chatrian (2020-2024)[9]

## Risultati elettorali
| Elezione       | Elezione       | Voti                | %                  | Seggi  |
| -------------- | -------------- | ------------------- | ------------------ | ------ |
| Regionali 2020 | Regionali 2020 | 5.880 (con SA e IV) | 8,87 (con SA e IV) | 4 / 35 |